# Глікозилювання
Глікозилювання — є реакція (див. хімічне глікозилювання), в якій вуглеводи, тобто глікозильний донор, прикріплюється до гідроксильної або іншої функціональної групи іншої молекули (глікозільного акцептора). Глікозилювання — процес приєднання до біомолекул залишків вуглеводів (гліканів), є найпоширенішою модифікацією білків і ліпідів. Більш ніж 50% усіх білків ссавців являють собою глікопротеїни, у модифікації яких бере участь майже 600 ферментів і мембранних транспортерів. У багатоступеневих і різноманітних процесах глікозилювання, наприклад, тільки білків задіяно більш ніж 1% усіх генів людини.
Цей процес — один з чотирьох головних процесів котрансляційної та посттрансляційної модифікації в синтезі мембранних і синтезуємих білків. Більшість білків, що синтезуються на грубому ендоплазматичному ретикулумі, піддаються глікозуванню. Цей процес залучає обробку певної ділянки білка спеціальними ферментами, на відміну від спонтанного процесу глікування. Існують два види глікозування: N-зв'язане глікозування до аміногрупи бічного ланцюжка аспаргіну і O-зв'язане глікозування до гідроксигрупи бічного ланцюжка серину і треоніну.